# Žhářský útok ve Vítkově
Žhářský útok ve Vítkově se odehrál v noci z 18. na 19. dubna 2009 ve městě Vítkov na Opavsku. Čtyři čeští neonacisté Ivo Müller, Václav Cojocaru, David Vaculík a Jaromír Lukeš zapálili pomocí tří zápalných lahví dům obývaný romskou rodinou. Následkem požáru byli zraněni tři lidé, kteří v té době pobývali v budově. Nejvážněji byla zraněna dvouletá Natálie, která utrpěla život ohrožující popáleniny třetího a čtvrtého stupně na více než 77 % těla.

## Průběh útoku
Pachatelé útoku vhodili krátce před půlnocí 18. dubna tři benzínem plněné zápalné lahve do Romy obývaného domu v Opavské ulici č. p. 58 ve Vítkově. V budově tou dobou spalo 8 lidí. V důsledku útoku byli popáleni Anna Siváková, Pavel Kudrik a nejvážnější popáleniny utrpěla jejich dvouletá dcera Natálie. Samotný dům pak do základů vyhořel a následně byl zbořen.

## Oběti

### Natálie
Natálie (3 roky) měla vážné, život ohrožující, popáleniny druhého, třetího až čtvrtého stupně dýchacích cest, obličeje, přední části hrudníku, beder a dolních i horních končetin dohromady na 77 % těla. Tři měsíce byla udržována v umělém spánku a dalších pět měsíců strávila v nemocnici. V této době postoupila celkem 20 větších operací a asi 100 převazů. Při útoku přišla o dva prsty, kvůli popáleninám čtvrtého stupně a třetí jí byl odstraněn později chirurgicky. Její léčba si vyžádala řadu operací pod anesteziemi, které však plně neodstranily trvalé následky, jako jizvy v obličeji nebo úchop pravé ruky. Stala se tak prvním batoletem, které v Česku přežilo takto rozsáhlé popálení. Za péči o Natálku získali lékaři z Popáleninového centra Fakultní nemocnice Ostrava cenu Gypsy Spirit.
Náklady na léčbu, které v prosinci 2009 dosáhly výše 6 milionů korun, pojišťovna vymáhá po útočnicích. Zdravotní stav Natálie byl následně sledován po celou dobu jejího růstu a dospívání, kdy prodělala další operace.

### Anna Siváková
Matka Natálky Anna Siváková (27 let) při útoku utrpěla popáleniny druhého stupně na 27 % těla, především na horních a dolních končetinách a levé straně tváře. Strávila deset dní na jednotce intenzivní péče ve Fakultní nemocnici Ostrava. Z nemocnice byla poruštěna po třech týdnech. Obhajoba zpochybňovala její svědectví u soudu, protože byla pod vlivem psychofarmak, které v důsledku útoku užívala.

### Pavel Kurdik
Otec Natálky Pavel Kudrik (33 let) utrpěl popáleniny druhého a třetího stupně na 11 % těla na dolních a horních končetinách a přední straně trupu. Z nemocnice byl propuštěn po 11 dnech.  V důsledku útoku mu byl, prezidentem na časově neomezenou dobu přerušen výkon trestu za krádež a poškozování cizí věci. Následně mu byla prezidentem Václavem Klausem udělena milost. Podle svého mluvčího prezident „přihlédl k tomu, že při brutálním útoku na rodinu jmenovaného byla jeho dcera těžce popálena a jejich dům byl zcela vypálen.“

### Další oběti
V době požáru bylo v domě celkem osm lidí. Kromě výše zmíněných to byli Vlasta a Václav Malý, matka a otčím Anny Sivákové a tři nezletilé děti Anny Sivákové. Václav Malý u soudu vedl, že se během útoku nadýchal kouře a utržil lehké zranění, naražený kotník. Dále soudu sdělil, že se kvůli nervovému vypětí se nemůže věnovat opravám elektroniky, kterým se dříve věnoval. Vlasta Malá vypověděla, že viděla ujíždějící auto a slyšela výkřik „Cikáni, shoříte!“. Před soudem však událost popsala jinak. Pavel Kurdik soudu sdělil, že ostatní děti odvedl do nemocnice (jejíž areál je přes ulici od vypáleného domu) a později, když zjistil, že starším dcerám nic není, zavedl je k setře své družky.

## Následky
Vyhořelý dům, ve kterém rodina před útokem bydlela, byl zbourán. Rodina se přestěhovala do domu v Budišově nad Budišovkou, který koupila z peněz vybraných ve sbírce.

## Vyšetřování
Policie ustanovila pro řešení případu patnáctičlenný vyšetřovací tým. Hasičské vyšetřování prokázalo, že dům byl podpálen třemi zápalnými lahvemi naplněnými benzínem Natural 95. Vyšetřovatele pracovali s třemi vyšetřovacími hypotézami a rasově motivovaný útok byl jen jednou za nich. Bezpečnostní informační služba během vyšetřování úzce spolupracovala s Policií České republiky. V průběhu vyšetřování police vyslechla 600 lidí.
Ráno 12. srpna 2009 policie zadržela 12 osob, osm jich bylo následně propuštěno, zbylí čtyři muži byli obvinění z pokusu o vraždu s rasovým motivem a byli vzati do vazby, přičemž někteří z nich se k činu doznali. Podle státní zástupkyně mělo být vyšetřování případu ukončeno v prvních měsících roku 2010. Podle české Antifašistické akce byli obvinění aktivní v neonacistických strukturách jako je Národní odpor nebo Autonomní nacionalisté.

## Soudní proces
Dne 11. května 2010 stanuli před soudem obvinění Ivo Müller, Václav Cojocaru, David Vaculík a Jaromír Lukeš. Byli obviněni z pokusu o vraždu a poškozování cizí věci spáchané formou spolupachatelství. Podle obžaloby se obvinění dopustili jednání, které mělo za cíl usmrtit jiné osoby. Motivem tohoto činu byla etnická příslušnost těchto osob. Útok měl být proveden k uctění 120. výročí narození Adolfa Hitlera.
Podle obhájců obžalovaných byl dům, který obžalovaní zapálili, ve špatném stavu, měl propadlou střechu a vytlučená okna. Obžalovaní se domnívali, že zapalují neobydlený sklad kradeného zboží. Ivo Müller a Václav Cojocaru se k žhářství doznali a rodině se za důsledky svého činu omluvili.
Rozsudek byl vynesen 20. října, všichni obžalovaní byli uznání vinnými z pokusu o vraždu a poškození cizí věci. David Vaculík, Jaromír Lukeš a Ivo Müller dostali trest odnětí svobody na 22 let, dosud netrestaný Václav Cojocaru 20 let, navíc všichni musejí uhradit odškodné. Odsouzení se proti rozsudku na místě odvolali. Odvolací soud následně o dva roky snížil trest Ivu Müllerovi, kvůli spolupráci s vyšetřovateli a projevené lítosti.
Dne 15. prosince 2011 potvrdil Nejvyšší soud České republiky tresty nižší instance. Kvůli přímému televiznímu přenosu ze soudního líčení Krajského soudu v Ostravě podali odsouzení David Vaculík a Jaromír Lukeš stížnost k Ústavnímu soudu. Dne 24. září 2014 Ústavní soud jejich stížnost odmítl s odůvodněním, že dokazování bylo důkladné a soudy postupovaly objektivně.

### Dům
Během soudního procesu bylo kvůli nezanedbatelným majetkovým škodám též řešeno obývání vyhořelého domu. Většina rodiny obývala dům od roku 1983. Pavel Kudrik se přidal v roce 1999. Vlastnictví domu se stalo nejasným v důsledku vysídlení Němců z Československa v roce 1945 a následného stažení sovětských vojsk o 45 let později. Několik dnů před žhářským útokem zdědilo dům šest v Německu žijících osob. Napadená rodina údajně neměla o probíhajícím dědickém řízení informace a noví vlastníci neměli žádný zájem na vykonávání vlastnických práv na budově. Ve skutečnosti jej chtěli přímo předat do vlastnictví církve, což je však dle českého práva nemožné, jelikož musí být nejprve vypořádáno dědické řízení. Napadená rodina věřila, že dům byl zakoupen před 40 lety jejich prababičkou za cenu 2000 Kčs, tato transakce však nebyla doložena zápisem do katastru.

## Reakce veřejnosti na útok
Starosta Vítkova Pavel Smolka prohlásil, že nešlo o problémovou rodinu a útok je mu proto nepochopitelný. V domě, který skončil v sobotu v plamenech, dle jeho vyjádření rodina žila dvacet sedm let. Uvedl rovněž, že ve městě dosud nezaznamenal žádné extremistické výpady vůči Romům.
Útok na romskou rodinu odsoudili mnozí čeští politici. Prezident Václav Klaus útok nazval surovým odporným zločinem a žádal tvrdé potrestání. Premiér Mirek Topolánek vyjádřil vážné znepokojení nad nárůstem extremismu v České republice a zdůraznil důležitost boje s ideologickým podhoubím extremismu. Ministr financí Miroslav Kalousek prohlásil: „Pokud někdo vhodí zápalnou lahev někam, kde jsou lidé a děti, tak je to prostě teroristický zločin“. Ministr pro lidská práva a národnostní menšiny Michael Kocáb rovněž označil útok za „klasický teroristický čin“.
České romské organizace Sdružení Dženo, ROMEA, Sdružení DAR, Slovo 21, Sdružení Romů Severní Moravy a koordinátor pro romské záležitosti Středočeského kraje Cyril Koky, ve společném prohlášení útok velmi ostře odsoudily jako ohavný a zbabělý čin. Ostře kritizovaly předešlou liknavost státních orgánů i politické reprezentace, která měla dle jejich názoru za následek nárůst extremistických hnutí. Zároveň vyzvaly představitele státu a českou veřejnost k aktivní opozici vůči neonacismu a extremismu v Česku. Zároveň apelovali na romskou komunitu, aby se nenechala neonacisty vyprovokovat k násilným střetům a neprodleně zorganizovala ochranné hlídky k ochraně vlastních rodin.

### Reakce na rozsudek
Premiér Petr Nečas označil rozsudek za přiměřený. Podobně se vyjádřil Roman Joch. Naproti tomu prezidenta Klause podle jeho slov výše trestu „zaskočila“, neboť se mu zdá nepřiměřeně vysoký. Vyjádřil rovněž pochybnost nad tím, zda tento rozsudek může zabránit opakování podobných činů v budoucnu.

## Smrt soudce
Dne 9. července 2012 byl na chatě ve Frenštátě pod Radhoštěm nalezen předseda senátu v procesu s vítkovskými žháři Miloslav Studnička s proříznutým hrdlem a bez známek života. Smrt se dávala i do souvislosti s tímto procesem, vyšetřování ale cizí zavinění nepotvrdilo.

## Podmíněné propuštění útočníků
V prosinci roku 2022 požádali Ivo Müller a Václav Cojocaru, o podmíněné propuštění po 2/3 trestu, který oba toho času vykonávali ve Věznici Mírov. Okresní soud v Šumperku následně 11. května 2023 rozhodl o jejich podmíněném propuštění na svobodu se sedmiletou zkušební dobou a probačním dohledem. Protože si však státní zástupce ponechal lhůtu pro případné podání stížnosti, rozhodnutí se tak stalo pravomocným teprve až dne 16. května 2023, kdy byli oba odsouzení z mírovské věznice propuštěni.
Dne 2. května 2024 požádal o podmíněné propuštění také Jaromír Lukeš. Okresní soud v Karviné následně 18. září 2024 rozhodl o jeho podmíněném propuštění na svobodu se sedmiletou zkušební dobou a probačním dohledem. Jelikož se státní zástupce vzdal práva na podání stížnosti, usnesení ihned nabylo právní moci a Lukeš tak byl ještě týž den z tamější věznice propuštěn.